# Wealden
Wealden es un distrito no metropolitano del condado de Sussex Oriental (Inglaterra). Tiene una superficie de 833,17 km². Según el censo de 2001, Wealden estaba habitado por 140 023 personas y su densidad de población era de 168,06 hab/km².